# Trésor de Tayac

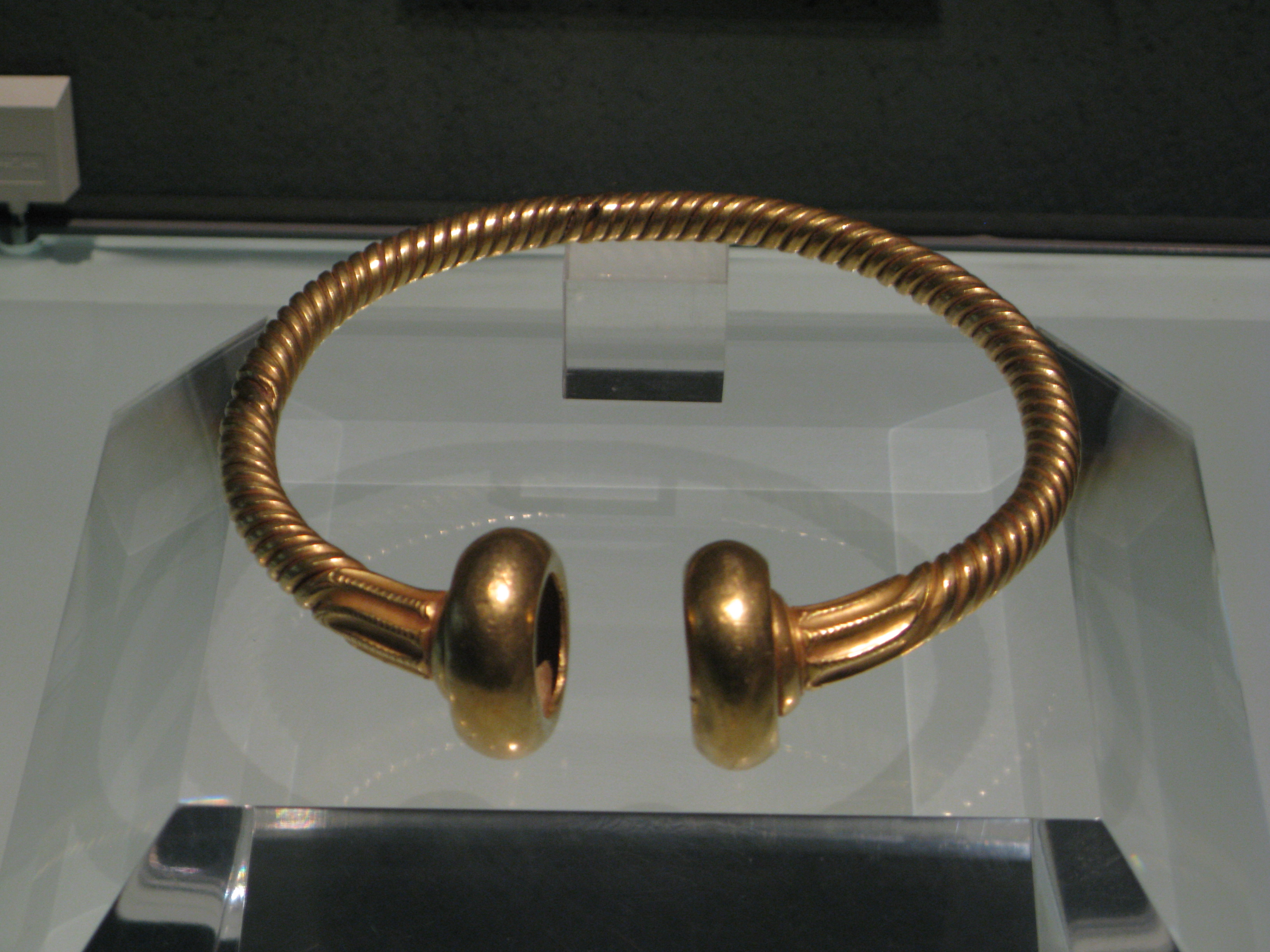
Le torque exposé au musée d'Aquitaine.

Le Trésor de Tayac est un ensemble de pièces d'orfèvrerie en or d'époque gauloise, daté du IIe siècle av. J.-C. et du Ier siècle av. J.-C., découvert fortuitement en 1893 sur le territoire du Rivault,  de la commune de Tayac en Gironde. C'est un des plus importants et intéressants trésors gaulois trouvés en France.

## Découverte et dispersion
En décembre 1893, deux vases en céramique sont découverts fortuitement dans un champ. Ils contenaient 325 monnaies gauloises d'or (d'autres ont parlé de 500), des petits lingots, du fil d'or et un important torque, lui aussi en or. Malheureusement, les trois-cinquièmes de la découverte sont vendus à un orfèvre bordelais et fondus. Le reste est vendu à divers collectionneurs et à la mairie de Bordeaux. Depuis, des rachats par le Cabinet de numismatique de la bibliothèque municipale de Bordeaux tentent de rassembler les pièces encore disponibles. Le torque fait partie des collections du musée d'Aquitaine (ville de Bordeaux) sous le numéro d'inventaire 60.17.2.

## Inventaire
Avant la dispersion du trésor, un inventaire exhaustif en a été fait. Il recense les éléments suivants :

### Le torque
Le torque gaulois est un collier qui devait être forcé pour pouvoir être porté. Celui de Tayac, par sa richesse; peut être celui d'un chef ou avoir un caractère sacré.  C'est une pièce d'orfèvrerie de 762 grammes d'or pur (soit environ 100 statères), constituée d'une tige de section cruciforme de 78 cm de long qui a été coulée puis tournée sur elle-même afin de lui donner son aspect torsadé. Cette opération a réduit sa longueur de plus de la moitié. Deux tampons creux ont été ensuite soudés aux extrémité. Par son style, ce bijou exceptionnel est daté du IIe siècle av. J.-C. Il est aujourd'hui exposé au musée d'Aquitaine.

### Les lingots et le fil d'or
73 petits lingots pesant environ 7,3 grammes (ce qui constitue le poids d'un statère) et 1 lingot plus gros de 55,50 grammes, ainsi qu'un fil d'or roulé en spirale pesant 53,40 grammes.

### Les monnaies

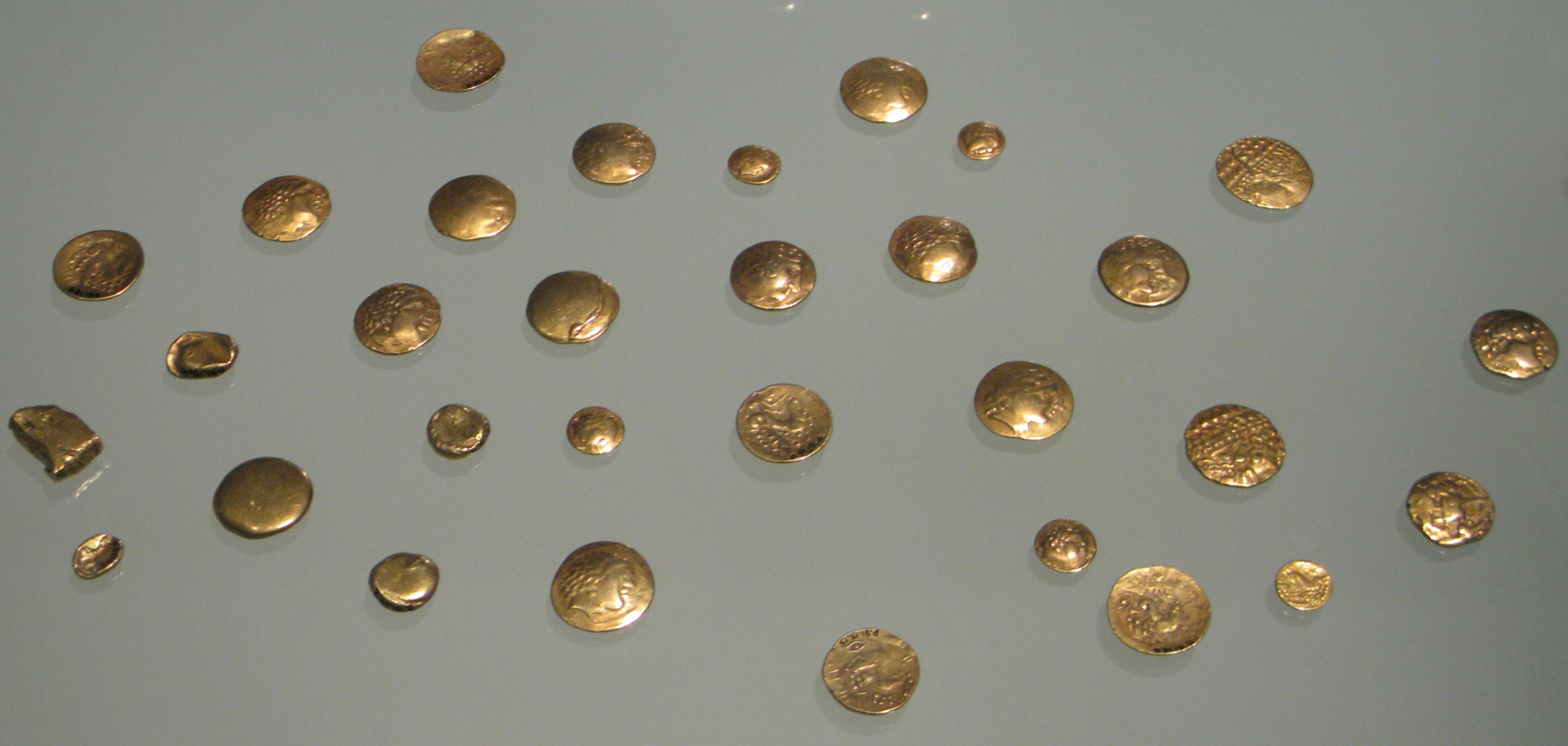
Une partie des monnaies exposées au musée d'Aquitaine

En tout, au moins 325 monnaies d'or, en majorité des statères gaulois (en moyenne 7,20 gr) et des quarts de statères (1,30 gr), datant du IIe siècle av. J.-C. La plupart proviennent du monnayage des Arvernes, d'autres des Éduens, des Ambiens ou de peuples d'Europe centrale. Cette diversité est très étonnante et unique pour un trésor gaulois. Le fait que certaines pièces soient unifaces, comme non terminées, oriente l'interprétation comme un dépôt d' artisan d'atelier monétaire. Aujourd'hui, à peine une cinquantaine de monnaies peuvent sans conteste être rattachées au trésor, d'autres qui se trouvent dans des collections particulières ayant perdu leur contexte d'identification.

## Enseignements
Lors de sa découverte, le trésor a rapidement été interprété comme une cache du butin d'une bande d'envahisseurs germains. Cette thèse est abandonnée aujourd'hui, à la suite des travaux de Hans-Jörg Kellner, directeur du musée préhistorique de Munich. Une origine plus locale est préférée, comme le stock d'un riche orfèvre ou celui d'un atelier monétaire. Il est également possible que ce trésor ait constitué un dépôt votif. Quoi qu'il en soit, l'origine de ce trésor, d'une composition unique, recèle encore de larges zones d'ombre. Colbert de Beaulieu dans son étude sur le monnayage gaulois note que ce trésor est « d'exception apparente, parce que ce n'est pas le produit de la circulation, mais, répétons-le, un choix opéré sur place, vraisemblablement au long de nombreuses années. » et que « ...comme la provenance (qui n'avait pas été signalée) de cette monnaie est authentique, il (ce statère) suggère pour le dépôt de Tayac une date des environs de 90-80 ».